# Кот (фильм, 2003)
«Кот» (англ. The Cat in the Hat — «Кот в шляпе») — сказочный кинофильм по книге Доктора Сьюза. Роль Кота исполнил Майк Майерс.

## Сюжет
Конрад (Спенсер Бреслин) и Салли Уолден (Дакота Фэннинг) — брат и сестра, живущие в городе Анвилль со своей матерью Джоан (Келли Престон). По соседству с ними живёт Ларри Куинн (Алек Болдуин), который всё время грозится отправить непоседливого Конрада в военное училище из-за его постоянных шалостей и проделок.
Джоан работает на Хэнка Хамберфлупа (Шон Хейс). Однажды он решает устроить в её доме офисную вечеринку. Отправляясь на работу, она оставляет детей с няней мисс Кван (Эми Хилл) и запрещает им входить в гостиную, приготовленную для мероприятия. Едва Джоан уходит, в доме появляется большой говорящий Кот (Майк Майерс) в полосатой шляпе и, к недовольству золотой рыбки (Шон Хейс), решает научить детей веселиться. В процессе он выпускает из своего ящика, который, по его словам, является порталом в другой мир, двух существ — Пустячок 1 (Даниэль Чачран) и Пустячок 2 (Бриттани Оукс). Кот запрещает детям самостоятельно трогать ящик, но Конрад ослушивается и открывает замок. В результате замок цепляется за ошейник домашнего пса, Невинса, который убегает из дома. Вместе с Котом дети отправляются на поиски Невинса, используя магию полосатой шляпы.
Между тем выясняется, что Ларри на самом деле — безработный неудачник, погрязший в долгах, который, притворяясь успешным бизнесменом, хочет жениться на Джоан ради денег. Он замечает бегущего по улице Невинса, подбирает его и отправляется к Джоан, чтобы рассказать о проступках детей. Конрад осознаёт, что он постоянно делает что-то вопреки правилам и запретам, и что это почти всегда заканчивается плохо, но потом догадывается, что это можно использовать для управления Пустячками, которые тоже всё исполняют в точности наоборот. Пустячки задерживают Джоан, изображая полицейских, в то время как Ларри приходит в дом к детям.
К тому времени, как Кот, дети и Ларри возвращаются в дом, беспорядок из ящика распространяется повсюду. Ларри падает в озеро из пурпурной жижи, дети наконец добираются до волшебного ящика и запирают его на замок. Весь погром тут же исчезает, но внезапно дом окончательно разваливается. Кот признается, что всё это было его затеей: он знал, что Конрад не сможет устоять и откроет ящик, после чего им придётся отправиться в это приключение, чтобы устранить освобожденный хаос. Дети сердятся на Кота и просят его уйти. Конрад готов ответить за последствия, когда вернётся мама, Салли же хочет взять всю вину на себя. Услышав это, Кот возвращается и помогает восстановить дом с помощью машины под названием «Х.А.О.С», после чего сканирует детей своим смехометром и, убедившись, что они весело провели время, прощается и исчезает. В это время домой возвращается Джоан. Перепачканный Ларри пытается обвинить детей в том, что они безобразничали в отсутствие мамы, но Джоан не верит ему и прогоняет прочь. После успешной вечеринки Джоан проводит время со своими детьми, и Кот заканчивает рассказ. В конце фильма Кот вместе с Пустячками решают отправиться в отпуск.

## В ролях
| Актёр           | Роль                                    |
| --------------- | --------------------------------------- |
| Майк Майерс     | Кот                                     |
| Дакота Фэннинг  | Салли Уолден                            |
| Спенсер Бреслин | Конрад Уолден                           |
| Алек Болдуин    | Ларри Куинн                             |
| Келли Престон   | Джоан Уолден                            |
| Эми Хилл        | миссис Кван                             |
| Шон Хейс        | мистер Хамберфлуп/золотая рыбка (голос) |
| Даниэль Чачран  | Пустячок № 1                            |
| Бриттани Оукс   | Пустячок № 2                            |
| Пэрис Хилтон    | камео                                   |
| Виктор Брандт   | рассказчик                              |

## Критика
Фильм в основном получил негативные отзывы. Критики отмечали неудачный кастинг, совершенно неуместные шутки для взрослых и неправильно поданную мораль. На сайте Rotten Tomatoes из 163 отзывов положительными были лишь 9 %, а на Metacritic фильм получил рейтинг 19 из 100.
Кинокритик Сергей Кудрявцев в своей книге «3500 кинорецензий» поставил фильму 6,5 баллов из 10 и написал в своем отзыве под названием «Фантазийная комедия» так:

Наглый шут-котяра, заставляющий двух детей, которые остались дома под присмотром миссис Кван, тут же погрузившейся в беспробудный сон, подписать толстенный контракт в обмен на обещание устроить большое развлечение, может чем-то напомнить инфернального Джокера из «Бэтмена» / «Человека-Летучей мыши» (правда, Бо Уэлч, дебютант в режиссуре, был художником на второй серии «Бэтмен возвращается»). А атмосфера праздника непослушания отличается в «Коте в шляпе» не только абсурдным, но и довольно чёрным, мрачноватым юмором — в духе картин «Битлджус» и «Эдвард Руки-Ножницы», в создании которых прежде участвовал Уэлч. И вообще его фильм, также удивляющий богатством визуальной фантазии, способен больше рассмешить взрослых, а не детей, но, наверно, лишь тех, кто может абстрагироваться от понятий хорошего тона и воспринять предложенную игру во всеобщий кавардак.

## Будущее

### Отменённое продолжение
В день выхода фильма Майерс заявил в интервью, что ожидает продолжение, в котором дети снова встречают Кота. Продолжение, было основано на продолжении оригинальной книги «Кот в шляпе возвращается» и находилось в разработке чуть более чем за месяц до выхода фильма, и Майерс и Уэлч вернулись к своим обязанностям актёра и режиссёра соответственно. Однако из-за плохого приёма фильма критиками, вдова Сьюза, Одри Гейзель, решила не допускать никаких последующих экранизаций произведений своего покойного мужа, что привело к отказу от продолжения.

### Анимационный ремейк
В марте 2012 года был анонсирован компьютерный анимационный ремейк фильма «Кот в шляпе» студиями Universal Pictures и Illumination Entertainment после успеха «Лоракса», Роб Либер должен был написать сценарий, Крис Меледандри должен был продюсировать фильм, а Гейзель его исполнительным продюсером, но это так и не было реализовано.
24 января 2018 года было объявлено, что Warner Animation Group приобрела права на анимационный фильм «Кот в шляпе» в рамках творческого партнерства с Seuss Enterprises. В октябре 2020 года режиссёрами были объявлены Эрика Ривиноха и Арт Эрнандес. Однако в июне 2023 года Эрнандеса заменил Алессандро Карлони, хотя Карлони и Ривиноха также написали сценарий к фильму. В марте 2024 года Билл Хейдер был утвержден на роль Кота и также должен был выступить в качестве исполнительного продюсера. Ранее Хейдер играл Кота в шляпе в скетче «Saturday Night Live» в 2014 году. Позже в том же месяце было объявлено, что DNEG Animation предоставит анимацию для фильма, а также что Квинта Брансон, Боуэн Янг, Сочи Гомес, Мэтт Берри и Паула Пелл присоединились к актёрскому составу, и что фильм выйдет 6 марта 2026 года, хотя ранее предполагалось, что он выйдет в 2025 году.

## Видеоигра
Платформенная игра, основанная на фильме, была выпущена Vivendi Universal Games для PlayStation 2, Xbox и Game Boy Advance 5 ноября 2003 года и Microsoft Windows 9 ноября 2003 года, незадолго до выхода фильма на экраны.